# Mieczysław Estkowski
Mieczysław Estkowski (ur. 5 stycznia 1883 w Hucie Skorzęckiej k. Gniezna, zm. 11 stycznia 1958 w Chorzowie) – polski farmaceuta

## Życiorys
Był stryjecznym wnukiem Ewarysta Estkowskiego. W latach gimnazjalnych należał do tajnego Towarzystwa Tomasza Zana. Po ukończeniu szkoły średniej w Gnieźnie został przyjęty w 1901 r. na praktykę w aptece w Kruszwicy, następnie pracował w aptekach w Krotoszynie i we Wrocławiu. W procesie gnieźnieńskim TTZ 8–9 czerwca1903 odmówił składania zeznań, za co otrzymał karę trzech dni więzienia. W 1909 r. uzyskał na Uniwersytecie w Würzburgu dyplom aprobowanego aptekarza. Podczas studiów pełnił funkcję prezesa Akademickiego Koła Polaków w Bawarii.
Po powrocie do kraju podjął pracę w Wirku, następnie przez krótki czas pracował w aptekach w Gdańsku i Berlinie. W latach 1910–1922 pracował w Poznaniu, w grudniu 1922 r. przeniósł się na Górny Śląsk, gdzie po śmierci wuja Michała Wolskiego przejął na własność największą i najstarszą w Chorzowie aptekę „Pod Lwem”, założoną w 1863 r. przez G. J. Krauzego. W lipcu 1923 r. został powołany do działającej pod przewodnictwem dra Józefa Rostka Wojewódzkiej Komisji Egzaminacyjnej dla aptekarskich egzaminów wstępnych. 
Lata okupacji spędził w Krakowie, pracując w jednej z tamtejszych aptek. W marcu 1945 r. powrócił do Chorzowa i ponownie podjął pracę w aptece „Pod Lwem”, kierując nią do czasu przejścia na emeryturę w 1954 r. W latach 1946–1948 był prezesem Okręgowej Izby Aptekarskiej w Katowicach, mianowanym po śmierci w wypadku jej pierwszego prezesa z wyboru doktora Józefa Degórskiego. Był farmaceutą o głębokiej wiedzy i etyce zawodowej, nauczycielem wielu pracowników aptecznych. 

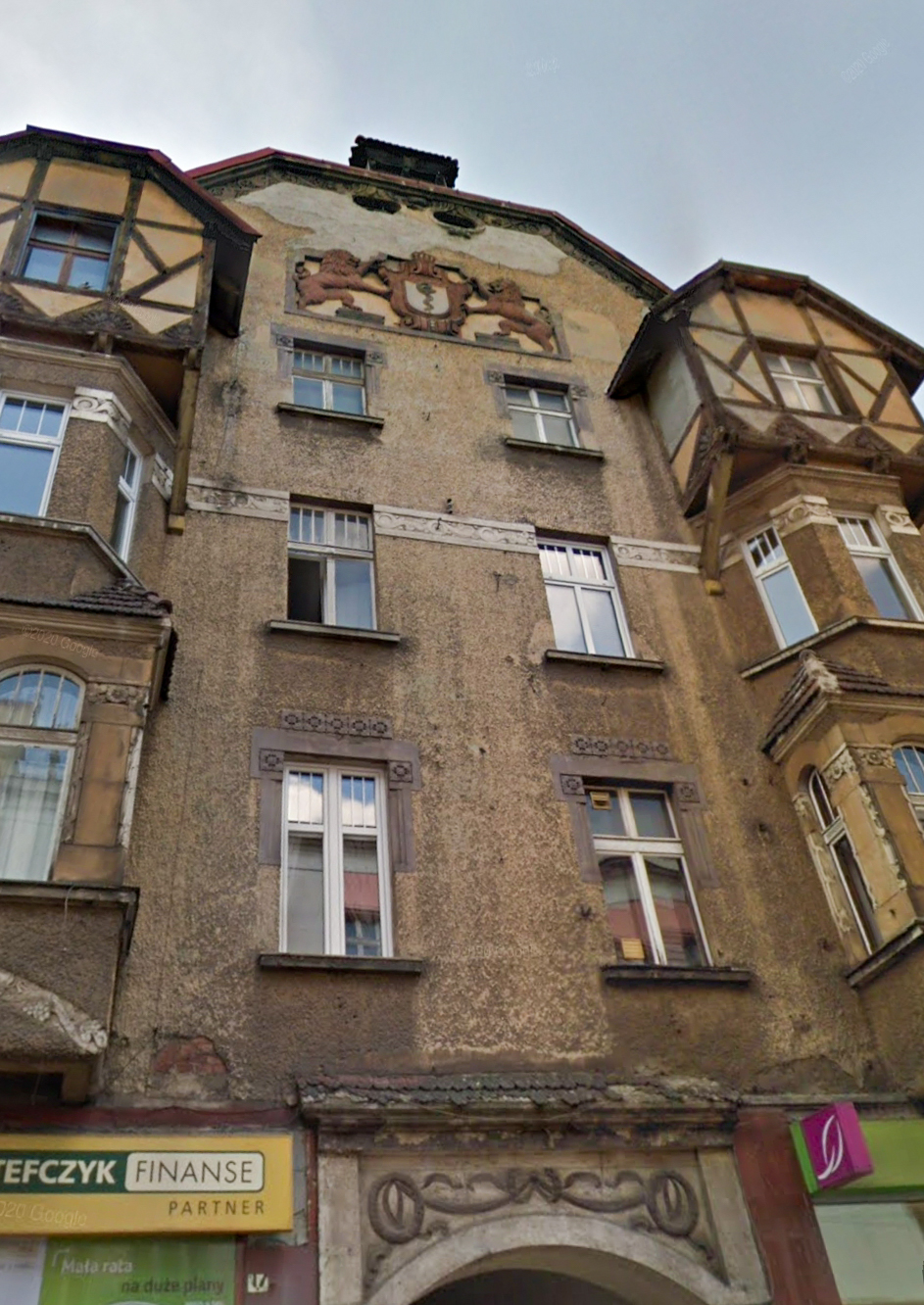
Kamienica w Chorzowie przy ul. Wolności 22, gdzie mieściła się apteka „Pod Lwem”.

Jest pochowany na cmentarzu przy ul. Cmentarnej w Chorzowie.